# Pseudobatos percellens
Pseudobatos percellens es una especie de peces de la familia Rhinobatidae en el orden de los Rajiformes.

## Morfología
Pueden llegar alcanzar los 100 cm de longitud total.

## Reproducción
Es ovíparo.

## Distribución geográfica
Se encuentra en las  costas del  Atlántico occidental (desde las Indias Occidentales hasta el norte de la Argentina) y en el  Atlántico oriental (costas  tropicales del África Occidental ).